# 笠間城治郎
笠間 城治郎（かさま せいじろう、1943年12月2日 - ）は、日本の政治家。元神奈川県綾瀬市長（3期）。

## 来歴
神奈川県高座郡綾瀬村（綾瀬町を経て、現在の綾瀬市）で生まれる。神奈川県立厚木高等学校卒。綾瀬市内で石油販売店を経営する。綾瀬市議会議員を3期務めた。

### 2004年綾瀬市長選挙
2004年綾瀬市長に立候補し、現職の見上和由を破って初当選した。
※当日有権者数：63,831人 最終投票率：60.3%（前回比：+12.29pts）
| 候補者名   | 年齢 | 所属党派 | 新旧別 | 得票数   | 得票率 | 推薦・支持 |
| ---------- | ---- | -------- | ------ | -------- | ------ | ---------- |
| 笠間城治郎 | 60   | 無所属   | 新     | 24,185票 | 64.5%  | -          |
| 見上和由   | 74   | 無所属   | 現     | 13,315票 | 35.5%  | -          |

7月25日に就任した。

### 2008年綾瀬市長選挙
新人との争いになったが、大差で破って再選を果たした。
※当日有権者数：64,618人 最終投票率：34.42%（前回比：-25.88pts）
| 候補者名   | 年齢 | 所属党派 | 新旧別 | 得票数   | 得票率 | 推薦・支持 |
| ---------- | ---- | -------- | ------ | -------- | ------ | ---------- |
| 笠間城治郎 | 64   | 無所属   | 現     | 18,270票 | 83.4%  | -          |
| 高橋聡     | 47   | 無所属   | 新     | 3,627票  | 16.6%  | -          |

### 2012年綾瀬市長選挙
同姓の新人との争いになったが、大差で破って3選を果たした。
※当日有権者数：65,630人 最終投票率：34.79%（前回比：0.37pts）
| 候補者名   | 年齢 | 所属党派 | 新旧別 | 得票数       | 得票率 | 推薦・支持 |
| ---------- | ---- | -------- | ------ | ------------ | ------ | ---------- |
| 笠間城治郎 | 68   | 無所属   | 現     | 15,965.900票 | 70.8%  | -          |
| 笠間信一郎 | 63   | 無所属   | 新     | 6,574.120票  | 29.2%  | -          |

2016年7月24日に退任した。後継者は元副市長の古塩政由。

## 市長として
在任中は保育所施設の整備や小児医療費助成の拡充のほか、東名高速道路の綾瀬スマートインターチェンジの開設、少子化対策や都市基盤の整備を進めた。また財政改革に取り組み、3期で市債残高を134億9千万円に削減した。